# كافور (نبات)
الكافور  (من العربية كافور) أو كوافير (الاسم العلمي: Cinnamomum camphora) وهو نبات من جنس الدارصيني. تستخدم أوراق شجر الكافور في الربو والكحة والاحتقان الرئوي وكمنفث للبلغم ومضادة للجراثيم كالبكتريا والفيروسات .والزيت يفيد في تطهير الشعب الهوائية ومجري التنفس والعدوي بالجلد.
الكافور أشجار كبيره قد يصل ارتفاعها أكثر من 50 متر. وتتميز بكبر وسمك جذوعها الذي يصل قطره من 0,5 إلى 1 متر، الاوراق معنقه بسيطه رمحيه أو بيضاوية الشكل ملساء الحافة وقوامها جلد سميك، والازهار صغيرة الحجم ولونها أصفر أو رمادي وتوجد في مجموعات والثمار كبسولية الشكل وحجمها صغير. تعتبر من أسرع الأشجار نمواً في العالم حيث يمكن أن تنمو ل 10 امتار في العام.

## فوائد واستعمالات الكافور
الزيت العطري للكافور يدخل في الطب لعلاج أمراض البرد وطرد الغازات وعلاج السعال الديكي والربو ومسكن للصرع والجنون، كما يفيد في علاج الروماتيزم والام المفاصل وعلاج الانفلونزا والزكام عند استعماله تدليكا أو تبخيرًا.[بحاجة لمصدر]